# Michel Adanson
Michel Adanson (Ais de Provença, 7 d'abril de 1727 – 3 d'agost de 1806) va ser un botànic i naturalista francès d'origen escocès. L'abreviatura com a botànic és: Adans. Els baobabs pertanyen al gènere Adansonia en honor seu.
La seva família es traslladà a París el 1730. Després d'estudiar al College Sainte Barbe treballà al gabinet de R. A. F. Réaumur i Bernard de Jussieu, i també al Jardí de les Plantes. Vers la fi de 1748 se'n va anar per explorar el Senegal. S'hi va estar durant cinc anys recollint animals i plantes. També va cartografiar el territori i va fer observacions sistemàtiques sobre meteorologia i astronomia a més de gramàtiques i diccionaris dels idiomes locals. Tornà a París el 1754 i escriví Histoire naturelle du Senegal (1757). Proposà un sistema taxonòmic de les closques dels animals diferent del proposat Buffon i Linnaeus.
El 1763 publicà Familles naturelles des plantes basat en el sistema de classificacions de Joseph Pitton de Tournefort, i ja anticipat un segle abans pel de John Ray. Influí en el sistema natural de classificació d'Antoine Laurent de Jussieu i la seva obra Genera Plantarum (1789).
El 1774 Adanson va enviar a l'Acadèmia de Ciències francesa una gran obra que ocupava més de 150 volums amb més de 40.000 espècies que mai va arribar a ser publicat.
L'Assemblea Constituent va dissoldre l'Acadèmia de Ciències Francesa, de qui rebia una pensió, i va deixar Adanson en la pobresa.
El Hunt Institute reedità la seva Familles des plantes en dos volums (1963-64).